# Enveloppe (papeterie)
Pour les articles homonymes, voir Enveloppe.

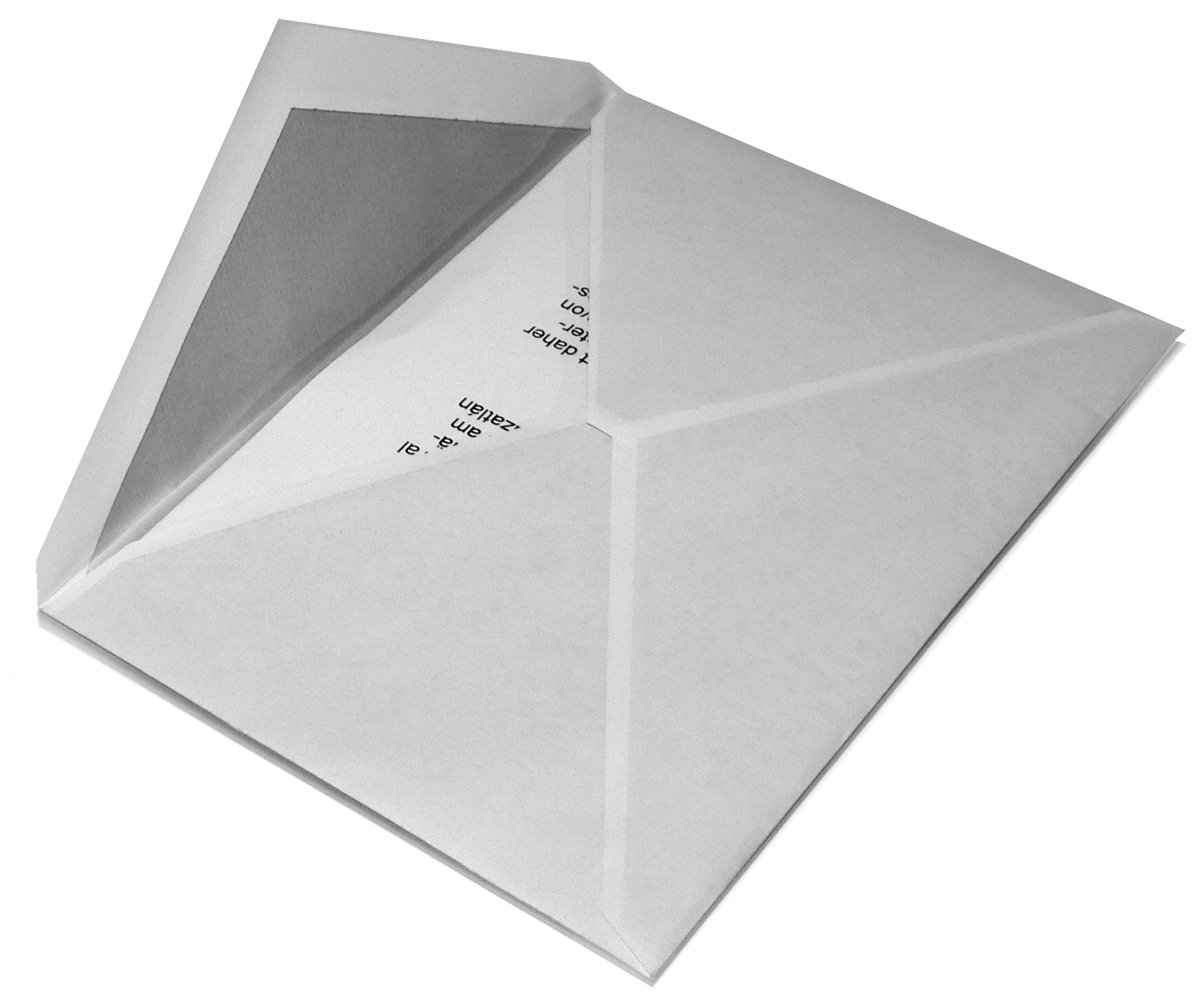
Une enveloppe simple.

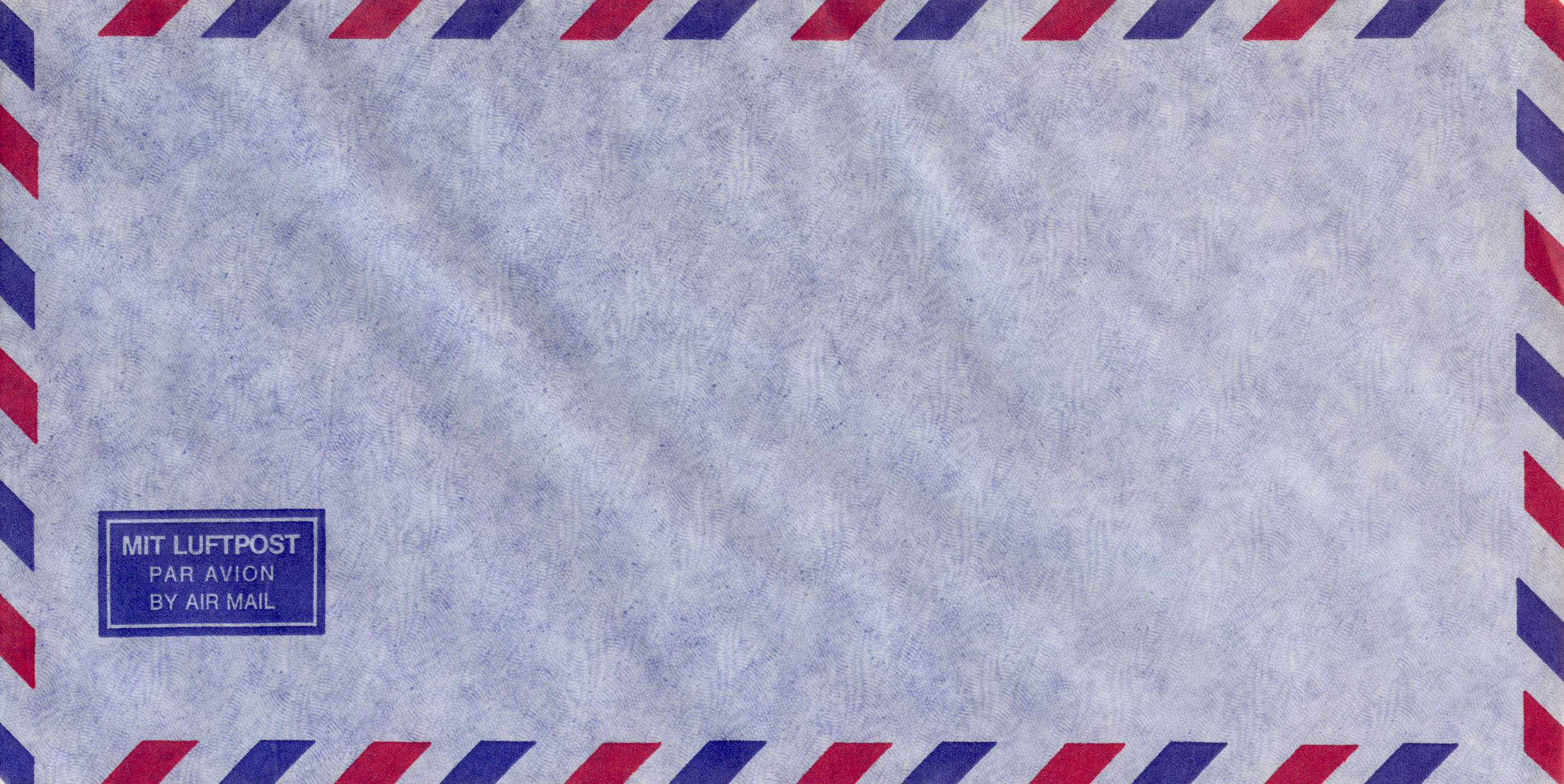
Lettre pour transport aérien.

Une enveloppe, en papeterie, est un pliage que l'on peut sceller, destiné à contenir un courrier pour le protéger, notamment des regards indiscrets lors du transport, et sur laquelle on place l'affranchissement.
On utilise également dans ce contexte le terme de « pli » pour désigner l'enveloppe et son contenu.

## Types d'enveloppe
Il existe plusieurs types d'enveloppe à courrier selon les caractères suivants :
- présence ou non d'une fenêtre permettant de laisser apparaître une zone précise du courrier contenu, en général l'adresse postale du destinataire ;
- présence ou non de soufflets, permettant à l'enveloppe de contenir des documents de grande épaisseur ;
- présence de « bulles d'air » permettant d'amortir les chocs et d'expédier des objets fragiles ;
- type de papier utilisé (normal, recyclé, papier kraft, papier avion, etc.) ;
- la taille ou le format de l'enveloppe.

Certains services postaux commercialisent des enveloppes préaffranchies, parfois décorées selon des thèmes d'actualité destinés à attirer les collectionneurs.
Certaines formes d'enveloppes, robustes, parfois cartonnées ou matelassées sont vendues avec un contenu qu'elles protègent. Ce sont alors des emballages soumis à l'écocontribution européenne Point vert.
Pour les échanges à l'intérieur des organisations avant l'apparition du courrier électronique des pochettes de courrier intérieur étaient utilisées.

## Taille d'enveloppe
La taille est liée au format de papier qui doit être envoyé, le plus souvent désormais ce format de papier respecte la norme internationale ISO 216. Ainsi pour une feuille au format A4, A5, etc. correspond une enveloppe au format C4, C5, etc. normalisée par la norme internationale ISO 269 :
| Format de l’enveloppe selon l'ISO 269 | Dimensions de l’enveloppe | Valeur approximative de la longueur divisée par la largeur | Correspondance en format de papier selon l'ISO 216 | Correspondance en format de papier plié |
| ------------------------------------- | ------------------------- | ---------------------------------------------------------- | -------------------------------------------------- | --------------------------------------- |
| C3                                    | 32,4 cm x 45,8 cm         | √2                                                         | A3                                                 |                                         |
| C4                                    | 22,9 cm x 32,4 cm         | √2                                                         | A4                                                 | A3 plié en deux                         |
| C5                                    | 16,2 cm x 22,9 cm         | √2                                                         | A5                                                 | A4 plié en deux                         |
| C6                                    | 11,4 cm x 16,2 cm         | √2                                                         | A6                                                 | A4 plié en quatre ou A5 plié en deux    |
| C7                                    | 8,1 cm x 11,3 cm          | √2                                                         | A7                                                 | A5 plié en quatre                       |
| C5/6                                  | 11,4 cm x 22,9 cm         | 2                                                          |                                                    | A4 plié en trois (en accordéon)         |
| DL                                    | 11 cm x 22 cm             | 2                                                          |                                                    | A4 plié en trois (en accordéon)         |

Le format d'enveloppe DL format est le plus utilisé au monde. Il est aussi appelé C6/5. Toutefois ce format est en train d'être supplanté par le C5/6, qui est légèrement plus grand.
Il existe aussi les formats B. Le format B est un format intermédiaire, il est étroitement lié au format A et C. Le format Bn se trouve entre le format An et A(n-1). Par exemple un B4 (250 x 353 mm) est entre le A4 (210 x 297 mm) et le A3 (297 x 420 mm). Une lettre A4 pourra donc tenir dans une enveloppe C4, qui elle-même pourra être mise dans une enveloppe B4. L'enveloppe B4 peut donc contenir des documents plus épais ou reliés.
On trouve aussi des enveloppes pour carte de visite.

## Histoire

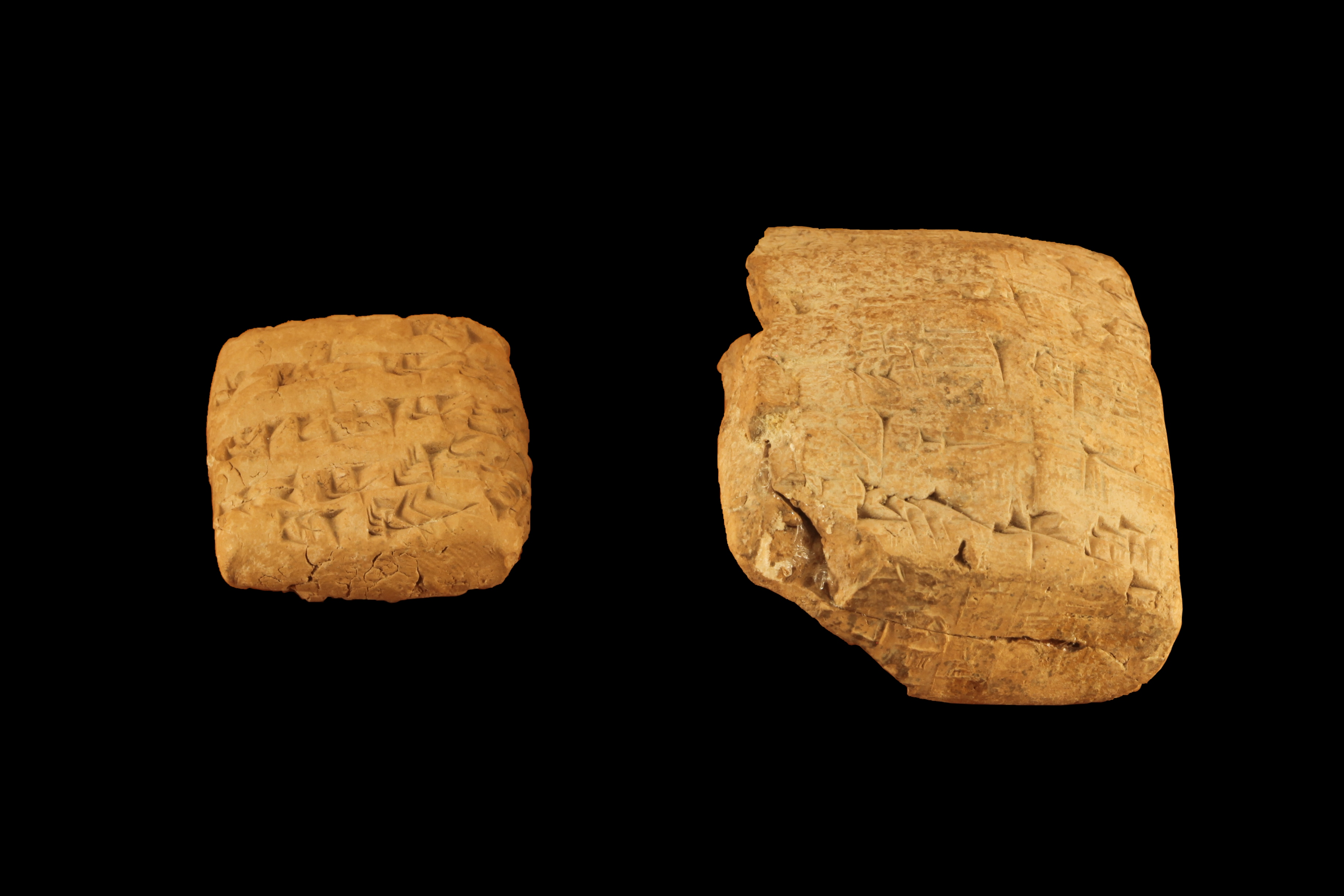
Tablette et son enveloppe scellée : contrat d'embauche de personnel. Girsu, Sumer, vers 2037 av. J.-C. Terre cuite. Musée des beaux-arts de Lyon.

Objet créé au XVIIe siècle (plusieurs enveloppes datées de 1615 sont conservées à Genève), son utilisation est taxée en France par un édit de 1676.
Les enveloppes ont été vendues pour la première fois en 1820 par la librairie-papeterie S. K. Brewer à Brighton,. Il découpait les enveloppes avec des gabarits de fer blanc. En raison de la demande sans cesse croissante, Brewer passa un contrat avec la firme londonienne Dobbs & Comp. pour la fabrication d'enveloppes en quantités. La première machine à fabriquer les enveloppes a été construite par E. Hill et W. De La Rue, à Londres en 1844, l'apparition du timbre postal à la même période généralise l'emploi de l'enveloppe non confectionnée par l'expéditeur lui-même.

### France

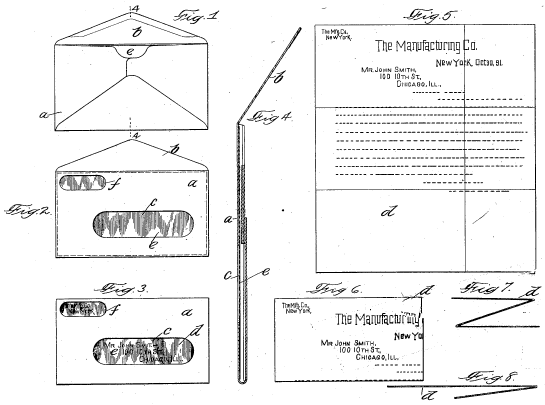
Brevet 701,839 accordé à Americus F. Callahan.

Les enveloppes sont le prolongement des diverses précautions inventées selon les époques et les usages pour préserver la confidentialité de la correspondance, souvent réservée à l'élite cultivée : sceau, sceau avec fils de soie (fil de soie dont un cachet de cire fixait les deux extrémités), sceau avec bande de papier ou de parchemin entourant le document, etc. Ultérieurement, l'ensemble pouvant être placé dans une autre feuille scellée.
Au XVIIe siècle, la lettre protégée par une seconde feuille blanche pliée, sur laquelle était inscrite l’adresse du destinataire, est appelée « lettre double » par opposition à la « lettre simple » dépourvue de protection : la lettre double ne devait pas avoir plus d'une once de poids selon le règlement de 1644. Bien « envelopper » n'était pas une pratique si simple qu'il y paraîtrait : en 1769, l'abbé Galiani implore Mme Necker de charger quelqu'un de faire ses enveloppes : « Vos lettres ressemblent à Socrate, la plus belle âme dans le corps le plus laid. » Une ou deux décennies plus tard, les papetiers vendent de « petites enveloppes toutes faites ».
En 1841, deux papetiers parisiens et fondateurs de la Maison Maquet, les frères Hector et Charles Maquet entreprennent la fabrication mécanisée des premières enveloppes tout en revendiquant la paternité de leur invention. En 1873 apparaissent les premières enveloppes gommées. Le modèle à fenêtre, créé en 1902 par Americus F. Callahan, est employé en France depuis 1913.

## Galerie

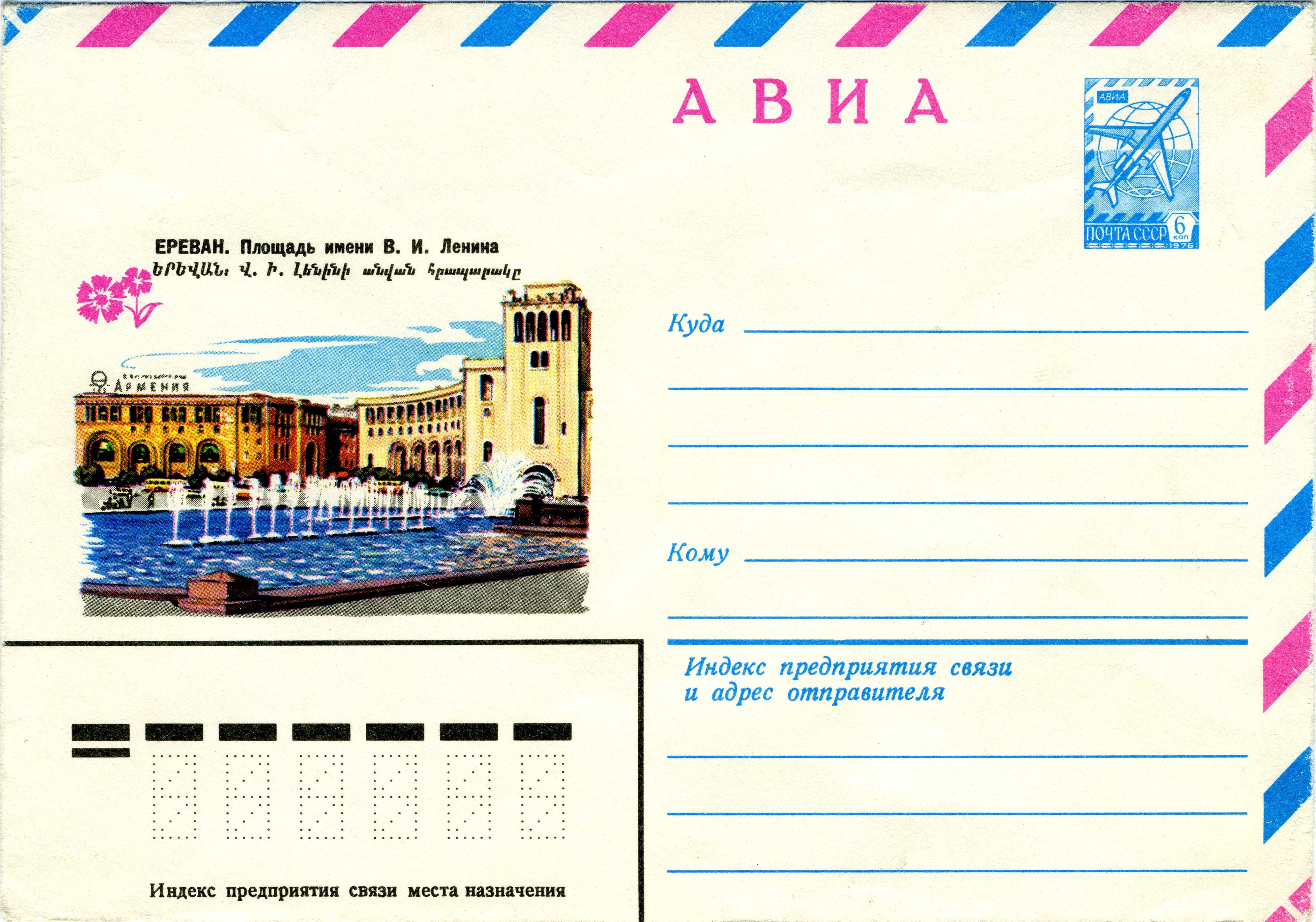
Enveloppe à courrier « Par Avion » décorée et préaffranchie, URSS (1979).
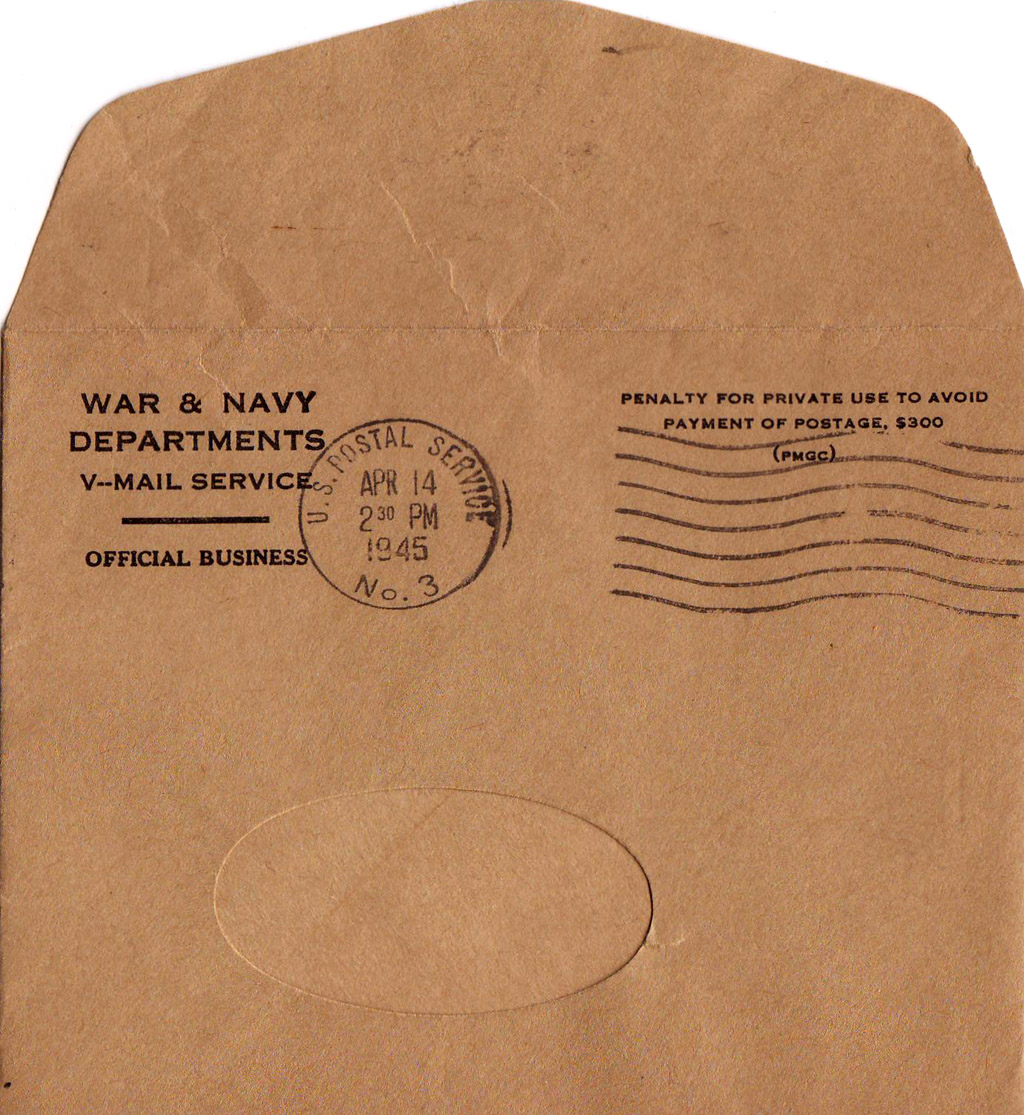
Enveloppe officielle des War & Navy Departments américains.
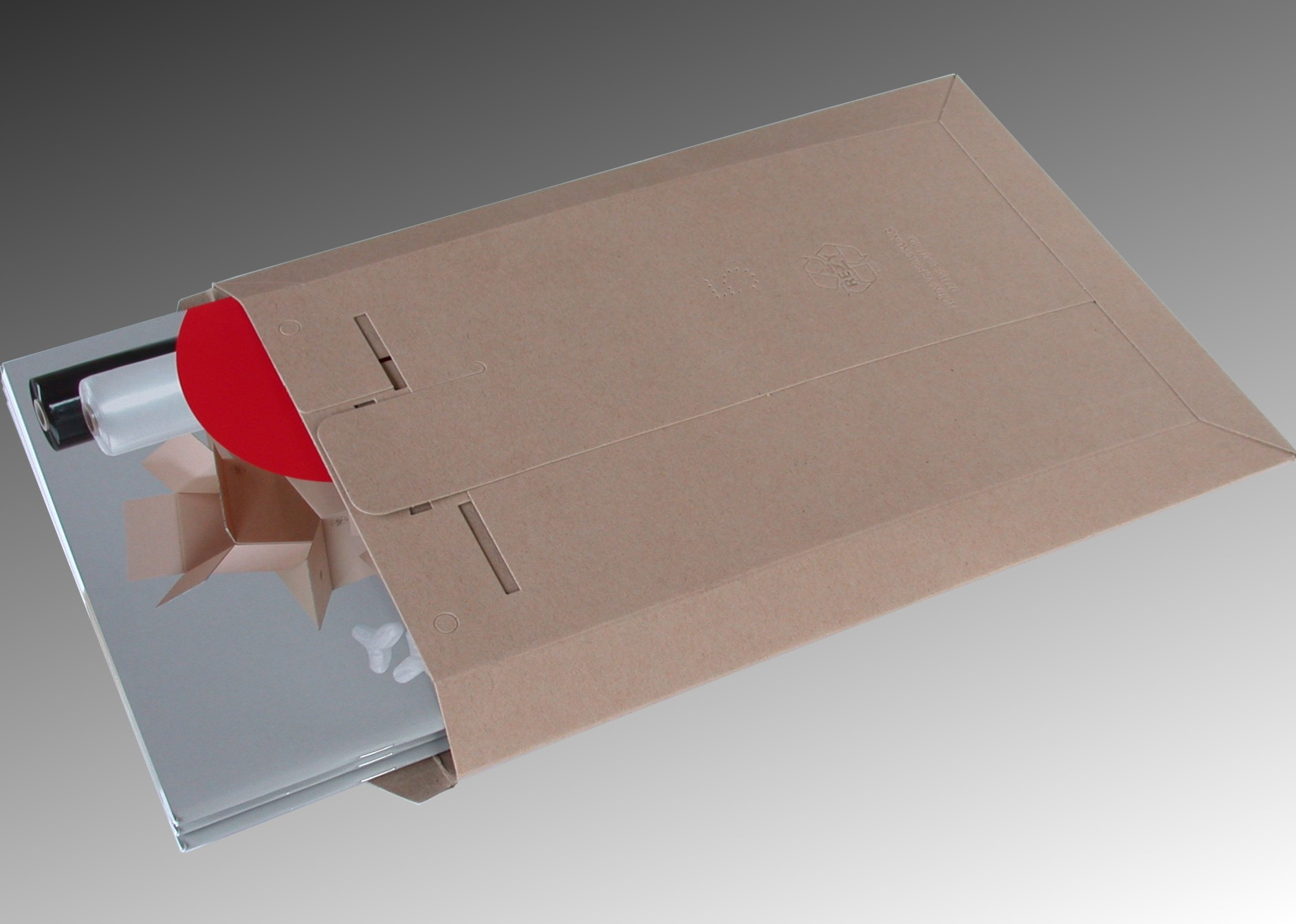
Une enveloppe cartonnée.
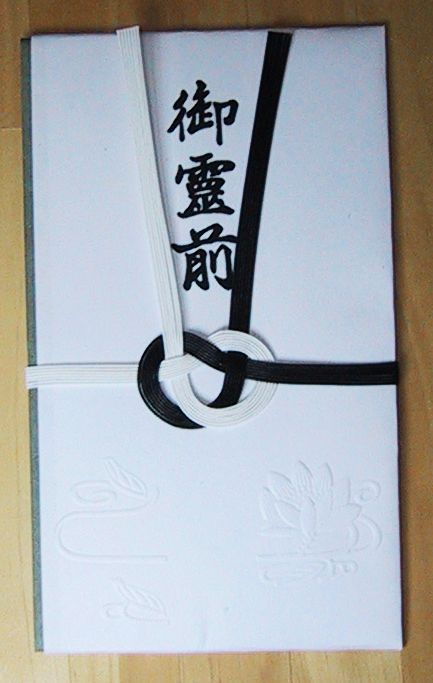
Une enveloppe funéraire japonaise.